# Tournehem-sur-la-Hem
Tournehem-sur-la-Hem è un comune francese di 1 354 abitanti situato nel dipartimento del Passo di Calais nella regione dell'Alta Francia.
Come si evince dal nome, il comune è bagnato dal fiume Hem.

## Società

### Evoluzione demografica
Abitanti censiti